# Такиюддин аш-Шами
Такиюддин Мухаммад ибн Маруф аш-Шами аль-Асади (осман. تقي الدين محمد بن معروف الشامي‎) (1526—1585) — османский учёный универсал. Был автором трудов во многих областях, среди которых были астрономия, часовое дело, механика, математика, оптика и натурфилософия. Оставил заметный след в развитии исламской средневековой астрономии.

## Биография
Такиюддин родился в Дамаске (Сирия). Увлёкся астрономией после знакомства с внуком выдающегося самаркандского астронома Ал-Кушчи во время поездки в Стамбул.
В 1574 году султан Османской империи Мурад III пригласил Такиюддина в Стамбул для постройки обсерватории — в то же время, что и Тихо Браге возвёл свою обсерваторию в Ураниборге. Обсерватория была завершена в 1579 году. А 22 января 1580 она года была разрушена.
Обладая огромными познаниями в ремесленном деле, Такиюддин разработал инструменты для астрономических наблюдений, такие как огромные армиллярные и механические часы, которые использовал для наблюдения за кометой в 1577 году. Он также использовал европейский глобус звёздного неба и глобус Земли, которые были доставлены ко двору султана в качестве подарков. Одной из наиболее значимых его работ за время работы в обсерватории была Древо высшего познания в Царстве вращающихся сфер: астрономические таблица Царя царей (Sidrat al-muntah al-afkar fi malkūt al-falak al-dawār- al-zij al-Shāhinshāhi). Данная работа являлась результатом астрономических наблюдений, которые были выполнены в Египте и Стамбуле для того, чтобы дополнить труд Улугбека «Зидж ас-Султани». Первые сорок страниц труда представляют собой вычисления, рассказ об астрономических часах и информацию о трёх затмениях, которые он наблюдал в Каире и Стамбуле. Согласно некоторым источникам той эпохи, метод Такиюддина для вычисления координат звёзд был, более точным, чем тот, что применялся Николаем Коперником и Тихо Браге.